# Aquamare
El Aquamare, es un edificio ubicado en Punta Pacífica, Panamá, cuenta con 6 ascensores. Es uno de los edificios más destacado de la zona.
Cuando finalizó su construcción en el año 2008 se convirtió en el segundo rascacielos más alto del país, solo superada por la Aqualina Tower. Lugar que no perduró por mucho ya que en el 2009 y 2010 fue superado por nuevas construcciones como Ocean One, The Point, Ocean Two.

## Datos clave
- Altura: 198 m.
- Espacio total - --- m².
- Condición: Construido.
- Rango: 	
  - En Panamá: 2008: 2º lugar (superado por el Aqualina Tower).
  - En Latinoamérica: 2008: 6º lugar
  - En Panamá: 2009: 3° lugar